# Prywatna Żeńska Szkoła im. Cecylii Plater-Zyberkówny w Warszawie
Prywatna Żeńska oraz Męska Szkoła im. Cecylii Plater-Zyberkówny – zespół szkół katolickich składający się z przedszkola, szkoły podstawowej i liceum, znajdujący się przy ul. Pięknej 24/26  w Warszawie. 

## Historia szkoły
Szkoła została założona w 1883 roku przez działaczkę społeczną i oświatową – hrabiankę Cecylię Plater-Zyberkównę. Pierwotnie, pod zaborem rosyjskim, szkoła działała pod szyldem Zakładu Przemysłowo-Rękodzielniczego dla kobiet, a nauczanie języka polskiego i historii odbywało się w konspiracji. Po odzyskaniu niepodległości, w dwudziestoleciu międzywojennym, szkoła postrzegana była jako jedna z najlepszych (i najdroższych) placówek edukacyjnych w Warszawie. Jej znakiem rozpoznawczym stała się nowoczesna metoda nauczania oraz wykwalifikowane grono pedagogiczne. Nauczyciele wymagali od uczennic samodzielnego myślenia i uczyli patriotyzmu, opierając się na fundamentach wiary katolickiej. Przez 14 lat przełożoną szkoły była Teodora Raczkowska. 
Po śmierci założycielki w 1920 roku, na mocy jej testamentu, założone zostało Towarzystwo Oświatowe im. Cecylii Plater-Zyberkówny. Dyrektorką szkoły została Jadwiga Reutt. W czasie okupacji, kiedy Niemcy zajęli gmachy przy Pięknej, szkoła działała w domach swych wychowanek. „Platerki” brały także udział w powstaniu warszawskim. Szkoła istniała do 1950 roku, kiedy to władze komunistyczne zdelegalizowały związek i majątek został przejęty przez Skarb Państwa.
W okresie od 1950 do 1990 roku koło Platerek działało nieoficjalnie. Przez dłuższy czas przewodniczącą Platerek była wówczas maturzystka z 1921 Stefania Pia Czarnecka, zam. Kloss (1903–1988). Spotkania odbywały się w warszawskich mieszkaniach Platerek.
W 1990 roku nastąpiła reaktywacja Towarzystwa Oświatowego im. Cecylii Plater-Zyberkówny i zwrócony został majątek w postaci zniszczonych budynków szkolnych. Konieczny był generalny remont gmachu oraz powołanie grona pedagogicznego. W 1993 roku została ponownie otwarta szkoła podstawowa. W 1998 roku otwarte zostało Liceum im. Cecylii Plater–Zyberkówny, zaś w 1999 roku – gimnazjum.  Obecnie szkoła jest prowadzona przez Towarzystwo Oświatowe im. Cecylii Plater-Zyberkówny. Należy do Rady Szkół Katolickich.
Od 2014 równolegle działają także Prywatne Męskie Szkoły im. Cecylii Plater-Zyberkówny, których uczniowie zwani są Zyberkami, a od 2015 koedukacyjne Przedszkole im. Cecylii Plater-Zyberkówny (Cecylki).

## Budynek szkolny
Szkoła podstawowa i liceum znajdują się w odrestaurowanym, zabytkowym kompleksie przy ul. Pięknej 24/26. Ten neorenesansowy gmach został zbudowany w 1883 roku. Był wtedy pierwszym w Warszawie budynkiem wystawionym na potrzeby szkoły zawodowej. Fundatorem szkoły była jej założycielka, a projekt wykonał architekt Władysław Hirszel. Skrzydło od strony dziedzińca powstało według koncepcji Adama Oczkowskiego. Całość rozbudowano ok. 1896, aby szkoła pomieściła jeszcze gimnazjum żeńskie.
Kompleks składa się z czterech budynków tworzących kwadrat o wewnętrznym dziedzińcu, który służy jako miejsce wypoczynku. Wnętrze gmachu zostało dostosowane do współczesnych wymagań technicznych. W budynkach, prócz sal lekcyjnych, znajdują się: aula ze sceną teatralną, dwie pracownie komputerowe, biblioteka, pracownie: fizyczna, chemiczna, geograficzna, biologiczna (z oranżerią) pracownia plastyczna, historyczna, języków obcych, języka polskiego oraz historii sztuki, sala do ćwiczeń judo, dwie świetlice, salka gospodarstwa domowego, gabinet lekarski oraz jadalnia i bufet.
W 1882 w budynku frontowym na parterze ze składek nauczycieli i rodziców wybudowano kaplicę pod wezwaniem Matki Bożej.

## Uczennice (m.in.)
- Halina Auderska, autorka sztuk scenicznych
- Zofia Czarnecka, zakonnica, mistyczka
- Janina Dziukowa ur. Grzymałowska, lekarz, profesor dr radiologii
- Ewa Gierat z domu Karpińska, harcmistrzyni, założycielka Związku Harcerstwa Polskiego w Stanach Zjednoczonych
- Kazimiera Iłłakowiczówna, poetka, prozaik, dramaturg i tłumaczka
- Helena Jamontt, prawnik, filozof, działaczka RNR Falanga
- Teresa Kruszewska, architektka wnętrz, projektantka mebli, wykładowca akademicki[3]
- Anna Leska-Daab, pilotka Air Transport Auxiliary
- Róża Luksemburg, działaczka ruchu robotniczego w Polsce i Niemczech, pisarka i ideolog
- Wanda Telakowska, twórczyni polskiego wzornictwa przemysłowego
- Anna Przedpełska-Trzeciakowska, tłumaczka literatury amerykańskiej i angielskiej
- Izabela Wasiak ur. Przanowska, nauczycielka, wydawca II obiegu
- Lucyna Winnicka, aktorka, dziennikarka i publicystka
- Krystyna Zachwatowicz-Wajda, aktorka, reżyser, scenograf teatralny i filmowy. Profesor sztuk plastycznych

## Galeria

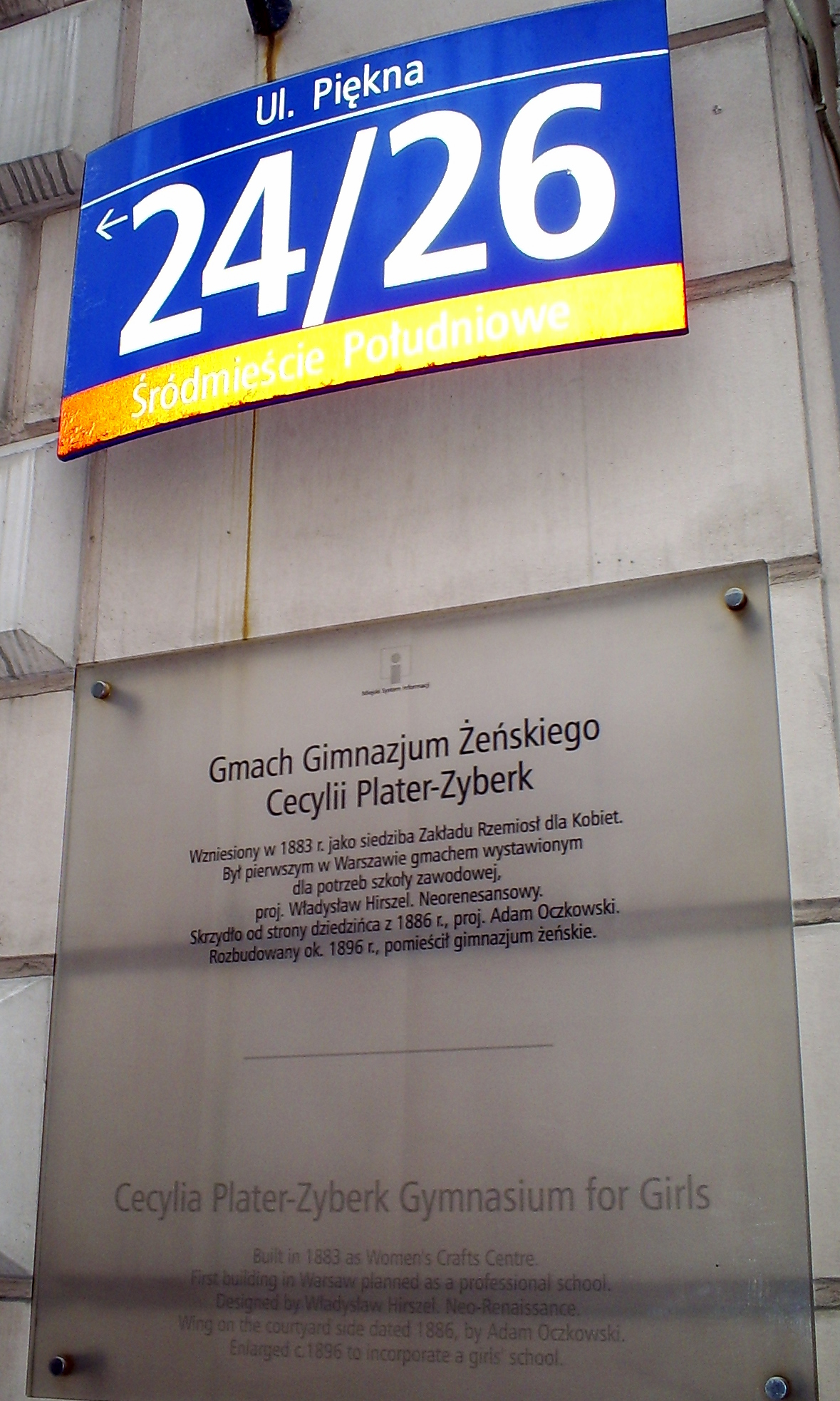
Tablica poświęcona budynkowi szkoły
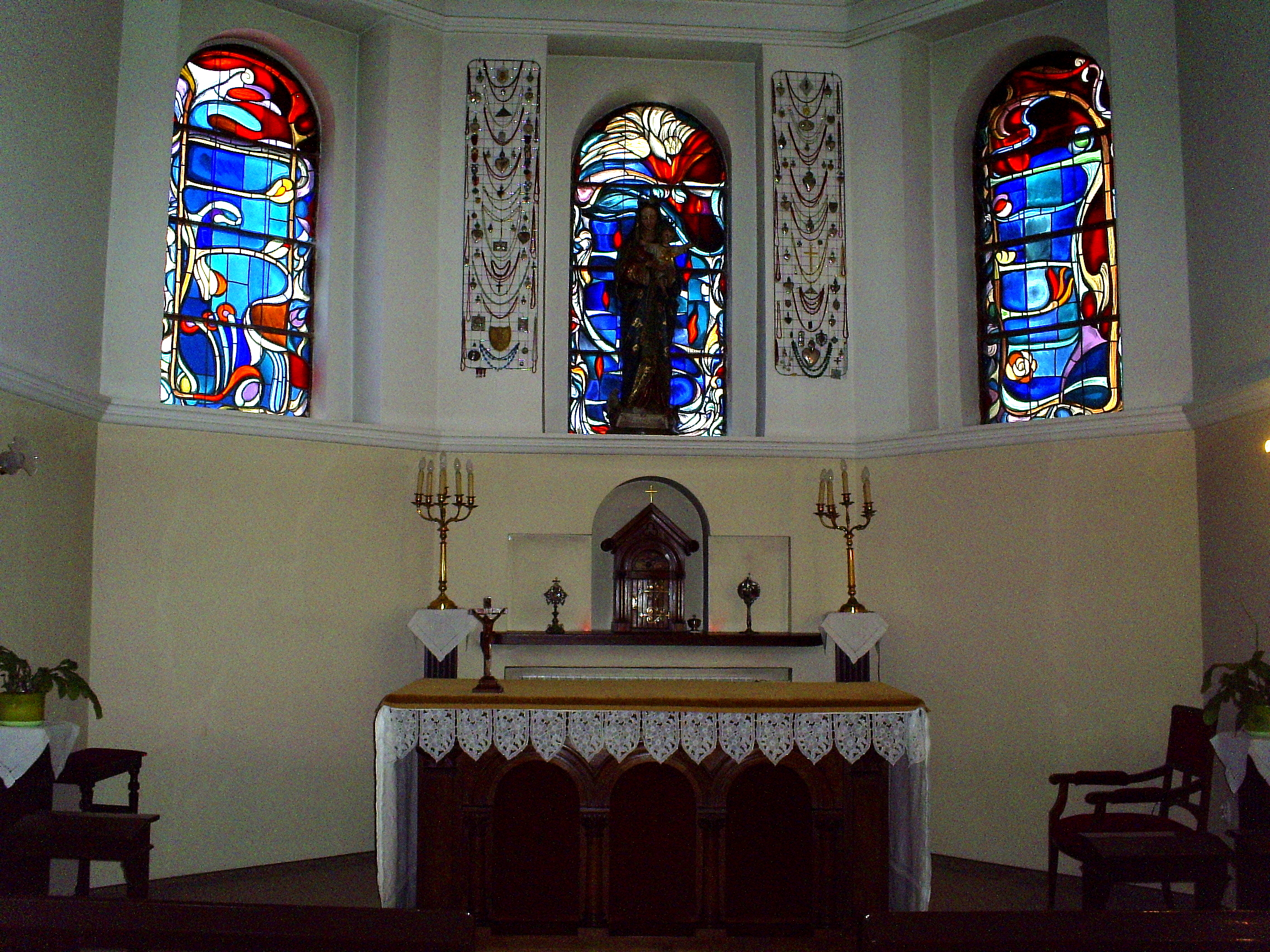
Kaplica szkolna
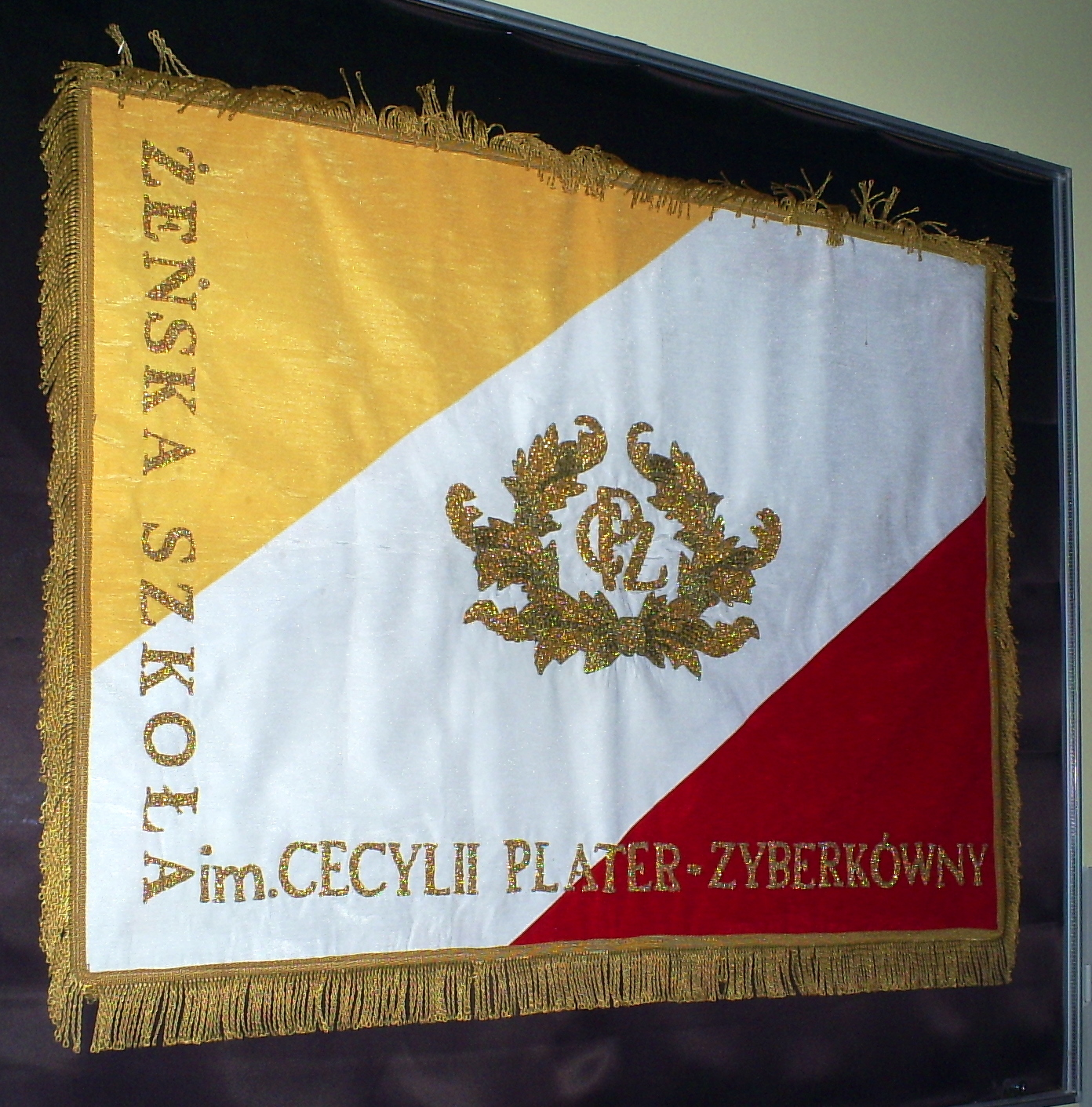
Sztandar szkoły
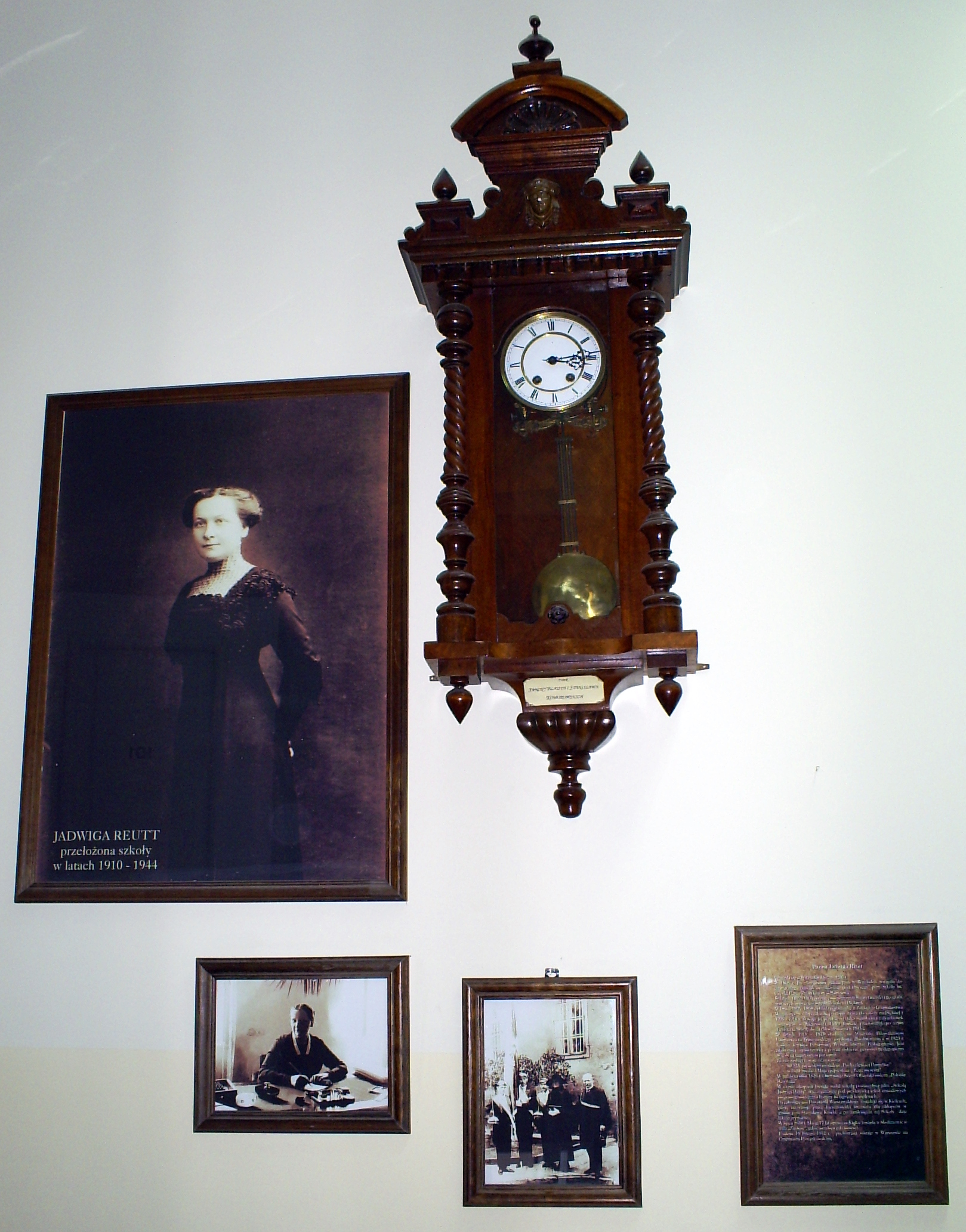
Niegdyś codziennie rano uczennice witała przełożona Jadwiga Reutt; obecnie w tym miejscu wisi zegar i jej portret
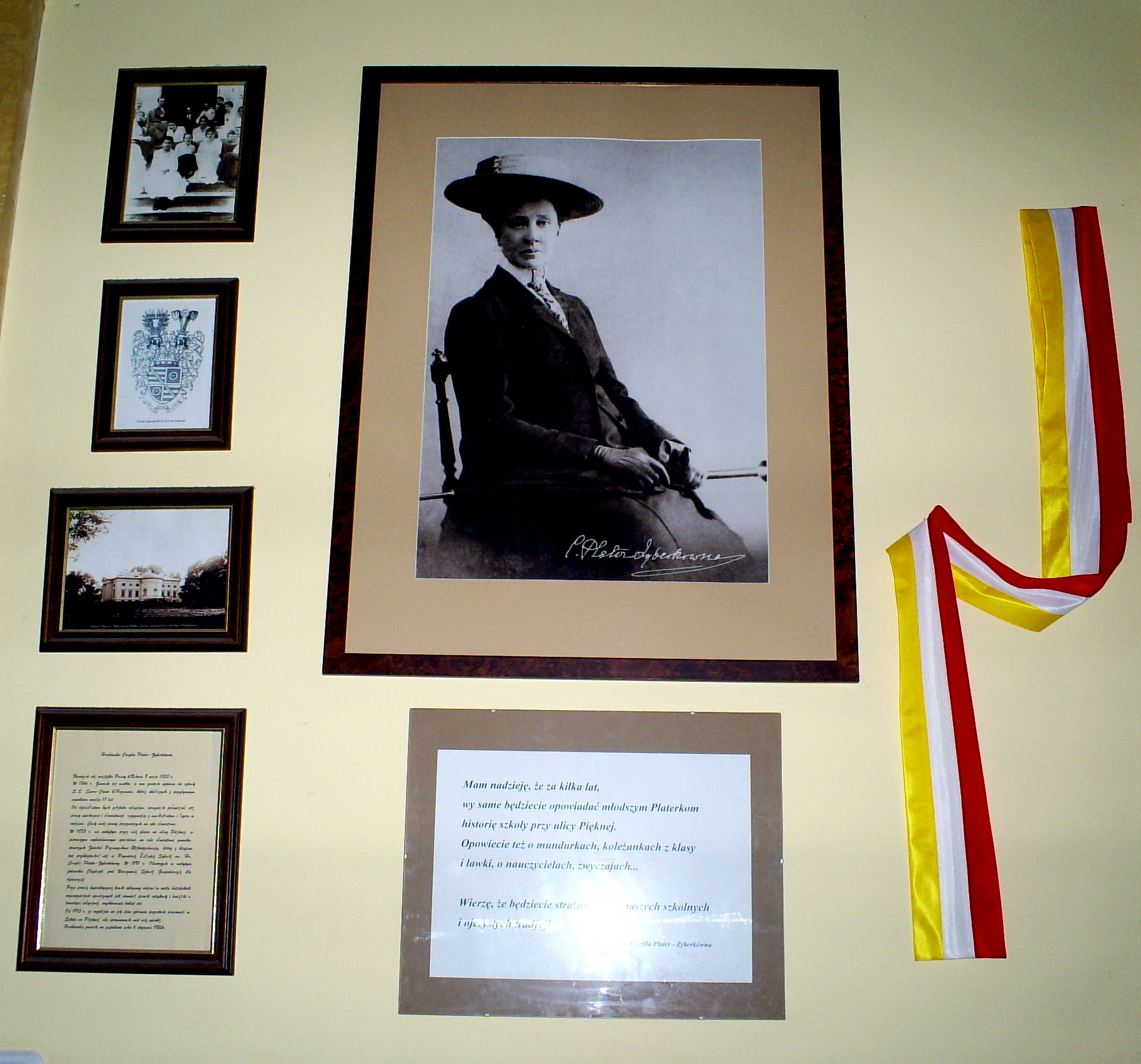
Portret założycieli w holu szkoły